# Месяц за Рубиконом
«Месяц за Рубиконом» — роман российского писателя Сергея Лукьяненко в жанре постапокалиптической фантастики, опубликованный в 2021 году. Третья часть «Цикла об Изменённых», продолжение романа «Три дня Индиго».
Действие романа происходит в постапокалиптическом будущем, в мире, где Луна взорвана и превратилась в Лунное кольцо с двумя крупными осколками — Дианой и Селеной. Часть людей мутировала. Человеческим миром пытаются управлять две враждующие расы, обладающие суперспособностями, так что люди оказались между двух огней. В самом центре схватки находится молодой парень Максим Воронцов. Действие теперь происходит совсем далеко от Земли: в различных, но одинаково недружественных к главному герою мирах.
Отдельные главы «Месяца за Рубиконом» начали выходить в ноябре 2021 года в рамках проекта «ЛитРес: Черновики». Позже вышло отдельное книжное издание.